# Carola Beuster
Carola Beuster (ur. 12 września 1963) – niemiecka lekkoatletka specjalizująca się w biegach sprinterskich. Reprezentowała Niemiecką Republikę Demokratyczną. 
Na arenie międzynarodowej odniosła następujące sukcesy:
| Rok  | Miejsce | Zawody                      | Konkurencja                                    | Pozycja                   | Wynik             |
| ---- | ------- | --------------------------- | ---------------------------------------------- | ------------------------- | ----------------- |
| 1981 | Utrecht | mistrzostwa Europy juniorów | sztafeta 4 × 100 m bieg na 100 m bieg na 200 m | złoty medal brązowy medal | 43,77 11,50 23,31 |

Rekordy życiowe: 
- stadion

- bieg na 100 m – 11,50 (20 sierpnia 1981, Utrecht)
- bieg na 200 m – 23,31 (20 sierpnia 1981, Utrecht)
- sztafeta 4 × 100 m – 43,77 (23 sierpnia 1981, Utrecht)